# محمد بن سلام البيكندي
أبو عبد الله محمد بن سلام بن فرج السلمي البخاري البِيْكَنْدِي. (160 هـ - 225 هـ) أحد العلماء ومن رواة الحديث عند أهل السنة والجماعة. نسبته إلى (بيكند) بقرب بخارى.
كان من كبار المحدثين حيث كان محدث ما وراء النهر ويحفظ حوالي خمسة آلاف حديث. وكان صاحب رحلة وله مصنفات في كل باب من العلم. قال سهل بن المتوكل: «سمعت محمد بن سلام يقول: أنفقت في طلب العلم أربعين ألفا، وأنفقت في نشره أربعين ألفا.» قال الذهبي: «كان من أوعية العلم، وأئمة الأثر.»

## شيوخه وتلاميذه
- شيوخه ومن روى عنهم:[4]

روى عن: أبي الأحوص سلام بن سليم، وإسماعيل بن جعفر، وهشيم بن بشير، وعبد الله بن المبارك، وسفيان بن عيينة، وجرير بن عبد الحميد، وأبي إسحاق الفزاري، وعيسى بن موسى غنجار، وزائدة بن أبي الرقاد، وأبي بكر بن عياش، وأنس بن عياض وخلق كثير.
- تلاميذه ومن روى عنه:[4]

حدث عنه: البخاري، وأبو محمد الدارمي، وعبيد الله بن واصل، وأبو عمر محمد بن بجير، وأحمد بن الضوء، وحميد بن النضر، وطفيل بن زيد النسفي، وخلق من أهل ما وراء النهر.